# صادق حقیقت
سید صادق حقیقت (متولد ۱۳۴۱) استاد دانشگاه و نویسنده ایرانی در حوزه اندیشه سیاسی اسلام است. وی نظریه همروی را مطرح کرده‌است. نظریه همروی راه سومی میان دو گرایش متنی و گرایش فرامتنی به دین است؛ و در مقابل دو رویکرد حداکثری و حداقلی به اسلام، قرار می‌گیرد. کتاب روش‌شناسی علوم سیاسی از جمله آثار اوست. دکتر سید صادق حقیقت، علاوه بر تدریس در دانشگاه های ایران، سابقه تدریس در دانشگاه بین المللی فلوریدا در سال ۱۳۹۵- 1396 را در کارنامه خود دارد. برای اطلاعات بیشتر به وبسایت زیر مراجعه فرمایید: http://www.s-haghighat.ir

## زندگی و تحصیلات
وی پس از گذراندن دروس ابتدایی ومتوسطه و اخذ دیپلم تجربی، در سال ۱۳۶۰ وارد حوزه علمیه جده کوچک اصفهان شد و تا سال ۱۳۶۶ از محضر آیت‌الله انصاری، حجت‌الاسلام کلاهدوزان و دیگر استادان آن حوزه بهره برد. سپس برای تحصیل در سطوح عالی حوزوی به قم مهاجرت نمود؛ و در آن جا به مدت هفده سال در دروسی همچون فقه و اصول آیت‌الله سید علی محقق داماد حاضر گشت. سیدصادق حقیقت همچنین از دروس حضرات آیات وحید خراسانی، بهجت و شبیری زنجانی نیز بهره مند گردید. وی همزمان با تحصیل در حوزه علمیه قم، در سال ۶۸ وارد دانشگاه تهران شد و به سال ۷۲ در رشته علوم سیاسی فارغ‌التحصیل گردید. پس از فراغت از تحصیل در کارشناسی ارشد رشته روابط بین‌الملل به سال ۱۳۷۴، در مقطع دکتری در گرایش اندیشه سیاسی دانشگاه تربیت مدرس در سال ۱۳۸۰ فارغ‌التحصیل شد و در دانشگاه مفید تدریس نمود. او از سال 1402 عضو هیأت علمی پژوهشکده امام خمینی و انقلاب اسلامی بوده است. از وی در سال‌های ۱۳۸۳٬۱۳۸۲، ۱۳۸۵ و ۱۳۸۹؛ به عنوان محقق نمونه استان قم و دانشگاه مفید و در سال ۱۳۸۴ و ۱۳۹۴ به عنوان پژوهشگر ممتاز وزارت علوم، تحقیقات و فناوری و بنیاد ملی نخبگان تقدیر به عمل آمده‌است وی در سال ۱۳۹۳ به درجه استاد تمامی رسید.

## فعالیت‌های علمی
فعالیت‌های علمی حقیقت به‌طور کلی متمرکز در تبیین و فهم اندیشه سیاسی اسلام، روش‌شناسی، شناخت انقلاب اسلامی و اسلام سیاسی می‌باشد؛ و در همین راستا، تلاش‌های علمی وی عموماً مرتبط با این حوزه هاست. وی علاوه بر عضویت در هیئت علمی گروه سیاسی دانشگاه مفید و ریاست دانشکده علوم سیاسی در دانشگاه‌های تهران و باقرالعلوم نیز در سطوح مختلف تحصیلی، به تدریس مشغول می‌باشد. او همچنین راهنمایی، مشاوره و داوری پایان‌نامه‌های بسیاری را به عهده داشته‌است. سید صادق حقیقت با بسیاری از نشریات مهم ایرانی (مانند شهروند امروز مهرنامه، اعتماد، اعتماد ملی، شرق، همشهری...) و بسیاری از فصل نامه‌های علمی همکاری داشته و از وی تا کنون چندین کتاب و بیش از هشتاد مقاله دربارهٔ سیاست و اندیشه‌های سیاسی به چاپ رسیده‌است.

## نظریه رهبری مذهبی و نظریه همروی

### رهبری مذهبی
از مهم‌ترین نظریات سید صادق حقیقت می‌توان به دو نظریه رهبری مذهبی و نظریه همروی (Confluence Theory) در دو حوزه مطالعات انقلاب اسلامی ایران و اندیشه (سیاسی) اسلامی اشاره کرد. بر اساس نظریه نخست، هرچند مدرنیزاسیون و توسعه نامتوازن سیاسی و اقتصادی در زمان پهلوی دوم زمینه رخداد انقلاب اسلامی را رقم زد، اما رهبری مذهبی امام خمینی به عنوان مهم‌ترین عامل پیروزی انقلاب اسلامی قلمداد می‌شود.

### نظریه همروی
نظریه همروی راه سومی میان دو گرایش متنی وگرایش فرامتنی به دین است؛ و در مقابل دو رویکرد حداکثری وحداقلی به اسلام، قرار می‌گیرد. براساس دیدگاه حداکثری، تمامی نیازهای بشری در قرآن و روایات موجود است؛ درمقابل، حامیان رویکرد حداقلی از دین انتظاری جز مبدأ و معاد ندارند؛ و احکام اجتماعی و سیاسی را در حیطه متون دینی نمی‌جویند. گرایش حداقلی معتقد است دین و قرآن برای ارتباط انسان و خداست و امور اجتماعی به عقل بشر واگذار شده‌است.
نظریه همروی، راه سوم و بالنسبه جدیدی را پیشنهاد می‌کند. در نظریه همروی، ادله متنی و فرامتنی هر دو کارایی دارند؛ اما آنچه مهم است، این نکته‌است که میزان بهره بردن از هر یک از آن‌ها بستگی به موضوع و تفصیلات دقیقتر دارد. به‌طور مثال، در مباحثی که تخصص نقش والایی دارد و شارع مقدس ما را به عرف ارجاع داده (همانند مدیریت سیاست خارجی دولت اسلامی)، نقش متون مقدس به مراتب کمتر؛ و در آن جا که عقل به تکافؤ ادله می‌رسد و به منابع وحیانی نیاز پیدا می‌کند (همانند تعریف مرز عدالت اجتماعی و اقتصادی)، نقش ادله متنی به مراتب برجسته تر می‌شود. فقه سیاسی که در رویکرد حداکثری معتبر است، و در رویکرد حداقلی از اعتبار می‌افتد، بر اساس نظریه همروی اعتبار نسبی پیدا می‌کند.
نظریه همروی حداقل در چهار سطح قابلیت طرح دارد. سطح اول به همروی منابع معرفتی در سطح معرفت‌شناسی مربوط می‌شود. در بین متفکران غربی ویلیام جیمز از اصطلاح همروی در سطح معرفت‌شناسی استفاده کرده‌است. متفکران اسلامی- همانند فارابی، ابن سینا، ملاصدرا و علامه طباطبایی- نیز از هم جهت بودن و تعامل منابع معرفتی (عقل و نقل، و همچنین شهود) سخن گفته‌اند. سطح دوم همروی به مباحث روش شناسانه اختصاص دارد. در جای جای کتاب روش‌شناسی علوم سیاسی از همروی متن گرایی و زمینه‌گرایی، و همچنین همروی روش‌های کمی و کیفی، بحث به میان آمده‌است. در سطح سوم، همروی فلسفه سیاسی و فقه سیاسی قابلیت طرح دارد، که در قالب مقاله و یک کتاب مستقل به آن پرداخته شده‌است. سطح آخر نیز به همروی سنت و تجدد مربوط می‌شود. نظریه همروی به شکل تفصیلی تر در قالب 4 مجلد در حال تدوین است. 

## آثار
از سید صادق حقیقت تاکنون آثار متعددی به زبان‌های فارسی، انگلیسی و عربی منتشر شده‌است. وی علاوه بر تألیف به ترجمه کتب نیز مبادرت دارد. ترجمه کتاب فربه و نحیف Thick and Thin نوشته مایکل والزر در پاییز سال ۱۳۸۹ منتشر شده‌است. وی در طول فرصت مطالعاتی در ایالات متحده (۱۳۹۶–۱۳۹۵) با متفکران بزرگی همچون سیدحسین نصر، مایکل والزر، مایکل سندل و نیکلاس اونف مصاحبه داشته‌است.

### کتب فارسی
- روانشناسی سیاسی احمدی نژاد (تهران، نگاه معاصر، 1403).
- جمهوری اسلامی، سیاست خارجی و روابط بین الملل (تهران، کویر، 1400).
- حق تعیین سرنوشت و حقوق ملتها (تهران، سمت و دانشگاه مفید، 1399).
- بررسی و نقد متون سیاسی (تهران، کویر، 1399): این اثر به شکل موجزتری در شمارگانی محدود توسط نشر طبا با عنوان نقد متون سیاسی در سال 1391 به چاپ رسیده بود.
- فلسفه سیاسی و روش شناسی (تهران، کویر، 1398).
- همروی فلسفه سیاسی و فقه سیاسی (تهران، هرمس، ۱۳۹۶).
- سیاست اندیشی در حوزه اندیشه سیاسی اسلامی (تهران، کویر، ۱۳۹۵)
- نقد متون سیاسی (نشر طبا، ۱۳۹۱).
- فربه و نحیف، مایکل والزر، ترجمه سید صادق حقیقت (و مرتضی بحرانی)، (تهران، پژوهشکده مطالعات فرهنگی و اجتماعی، پاییز ۱۳۸۹).
- مبانی اندیشه سیاسی در اسلام (تهران، سمت، ۱۳۸۷)
- روش‌شناسی علوم سیاسی (قم، دانشگاه مفید، ۱۳۸۵)(چاپ چهارم با تغییرات، ۱۳۹۴)
- مبانی، اهداف واصول سیاست خارجی دولت اسلام (قم: پژوهشگاه علوم و فرهنگ اسلامی، ۱۳۸۵. متن کامل.
- مسئله‌شناسی مطالعات سیاسی اسلامی (قم: بوستان کتاب، ۱۳۸۳). متن کامل.
- سیاست در اسلام: کتابشناسی توصیفی) تهران :همراه، ۱۳۸۳)متن کامل
- توزیع قدرت در اندیشه‌سیاسی شیعه (تهران :هستی نما، ۱۳۸۱).
- مبانی نظری حقوق بشر از دیدگاه اسلام و غرب (تهران: مؤسسه فرهنگ و اندیشه معاصر، ۱۳۸۱)، مشترک با سید علی میرموسوی.
- درآمدی بر اندیشه‌سیاسی اسلامی (ویراسته) (تهران: الهدی، ۱۳۸۷)
- گفتگوی تمدنها و برخورد تمدنها (قم: طه، ۱۳۷۸).
- اندیشه‌سیاسی در اسلام: کتابشناسی توصیفی (تهران: الهدی، ۱۳۷۷).
- انقلاب اسلامی و چرایی و چگونگی رخداد آن (قم: نهاد نمایندگی، ۱۳۷۷ به بعد).
- علل و عوامل پیروزی انقلاب اسلامی (قم: طه، ۱۳۷۷).
- سالشمار تاریخ و روابط بین‌الملل (قم: خرم، ۱۳۷۷)مشترک با محمود رضویان
- مسؤولیتهای فراملی در سیاست خارجی دولت اسلامی (تهران: مرکز تحقیقات استراتژیک، ۱۳۷۶).

### برخی آثار غیرفارسی
- السیاسة الخارجیة للدولة الاسلامیة: اسسها، اصولها، اهدافها، تعریب حسن علی مطر (منشورات المحبین، ۲۰۱۳).
- مبادئ حقوق الانسان فی الاسلام و المذاهب الاخری، تعریب خلیل زامل العصامی، لبنان، مرکز الغدیر، ۲۰۱۱ (۱۴۳۲ ق).
- توزیع السلطة فی الفکر السیاسی الشیعی، تعریب حسین صافی (بیروت: مرکز الحضارة لتنمیة الفکر الاسلامی، ۲۰۱۴).
- ست نظریات حول انتصار الثوره الاسلامیه، المترجم:مختار الاسدی (طهران: الهدی (۱۳۸۴).نص الکتاب[پیوند مرده]
- مدخل الی الفکر السیاسی فی الاسلام (اعداد)، المترجم :خلیل عصامی (طهران :الهدی ،۱۴۲۱ق).نص الکتاب
- حوارالحضارات و صدامها، ترجمه السیدعلی الموسوی (لبنان: دارالهادی، ۱۴۲۱ق).

- Six Theories about the Islamic Revolution's Victory (Editor) (Tehran: Alhoda, 2000 Full Text

-"Persian Mirrors for Princes: Pre-Islamic and Islamic Mirrors Compared" , in: Regula Forster & Neguin Yavari (ed), Global Medieval: Mirrors for Princes Reconsidered, US, Harvard University Press, 2015
- "Iranian Identity in the West: A Discursive Approach", Journal of Third World Studies, Vol. XXVIIm No 1 (Spring 2010), pp. 85–105 (in English), and in: Lloyd Ridgeon (ed), Shi'i Islam and Identity, London & New York, I.B. Tauris, 2012.
"Jihad from a Shia Hermeneutic Perspective", Between Text and Context: Hermeneutics, Scriptural Politics and Human Rights, edited by Bas de Gaay Fortman (Kurt Martens and M.A. Mohamed Salih), Palgrave Macmillan, 2010.